# Sonja Dümpelmann
Sonja Dümpelmann (* 1972 in Kiel) ist eine deutsche Landschaftsarchitektin. Seit 2023 hat sie den Lehrstuhl für Environmental Humanities an der Ludwig-Maximilians-Universität München inne und ist Co-Direktorin des dortigen Rachel Carson Centers.

## Leben
Sie erwarb 1998 den Dipl.-Ing. an der Universität Hannover und 2002 den Dr.-Ing. an der Universität der Künste Berlin. Von 2019 bis 2023 war sie Full Professor für Landschaftsarchitektur  an der University of Pennsylvania. Zuvor hatte sie Forschungs- und Lehraufträge in Harvard University (2012–2019), der University of Maryland (2007–2012) und der Auburn University (2005–2007).
Ihre Forschungsschwerpunkte sind in den Umwelt- und Stadtwissenschaften und konzentrieren sich auf die städtischen Umgebungen des 19. und 20. Jahrhunderts in der westlichen Welt. Von besonderer Bedeutung für ihre Arbeit sind die Beziehungen zwischen Innen und Außen, die Beziehungen zwischen Architektur und Landschaft, Zentrum und Peripherie, Theorie und Praxis.

## Schriften (Auswahl)
- Karl Foerster: Vom großen Welt- und Gartenspiel. Begleitpublikation zur Ausstellung vom 17. August bis 22. September 2001 in der Staatsbibliothek zu Berlin – Preußischer Kulturbesitz und vom 8. September bis 7. Oktober 2001 im Ausstellungspavillon auf der Freundschaftsinsel in Potsdam. Berlin 2001, ISBN 3-88053-085-8.
- Maria Teresa Parpagliolo Shephard (1903–1974). Ein Beitrag zur Entwicklung der Gartenkultur in Italien im 20. Jahrhundert. Weimar 2004, ISBN 3-89739-429-4.
- Flights of imagination. Aviation, landscape, design. Charlottesville 2014, ISBN 978-0-8139-3581-2.
- Seeing trees. A history of street trees in New York City and Berlin. New Haven 2019, ISBN 978-0-300-22578-5.